# Saint-Laurent-du-Pape
Saint-Laurent-du-Pape is een gemeente in het Franse departement Ardèche (regio Auvergne-Rhône-Alpes). De plaats maakt deel uit van het arrondissement Privas. Saint-Laurent-du-Pape telde op 1 januari 2022 1.617 inwoners. 

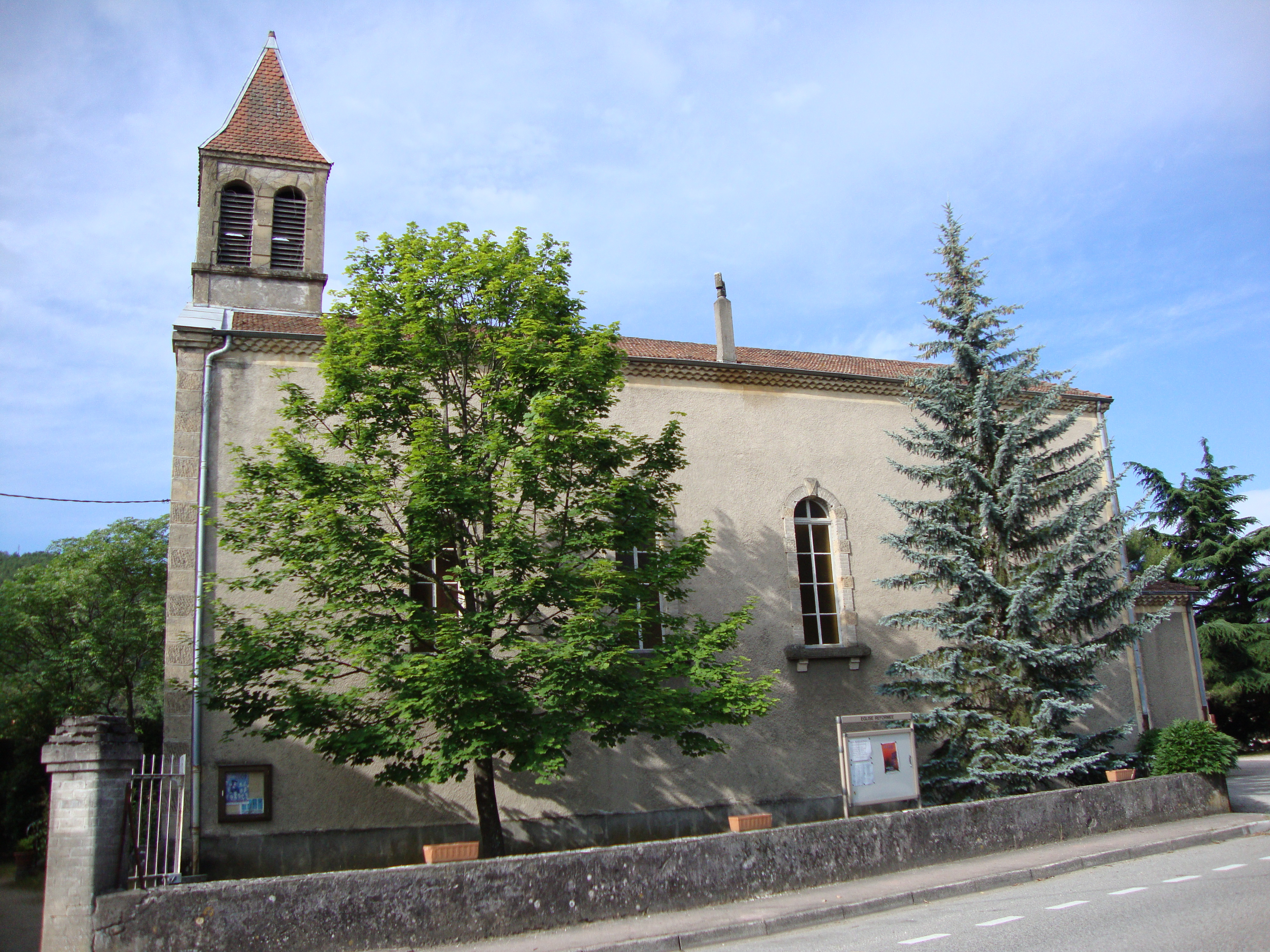
Protestantse kerk van Saint-Laurent-du-Pape
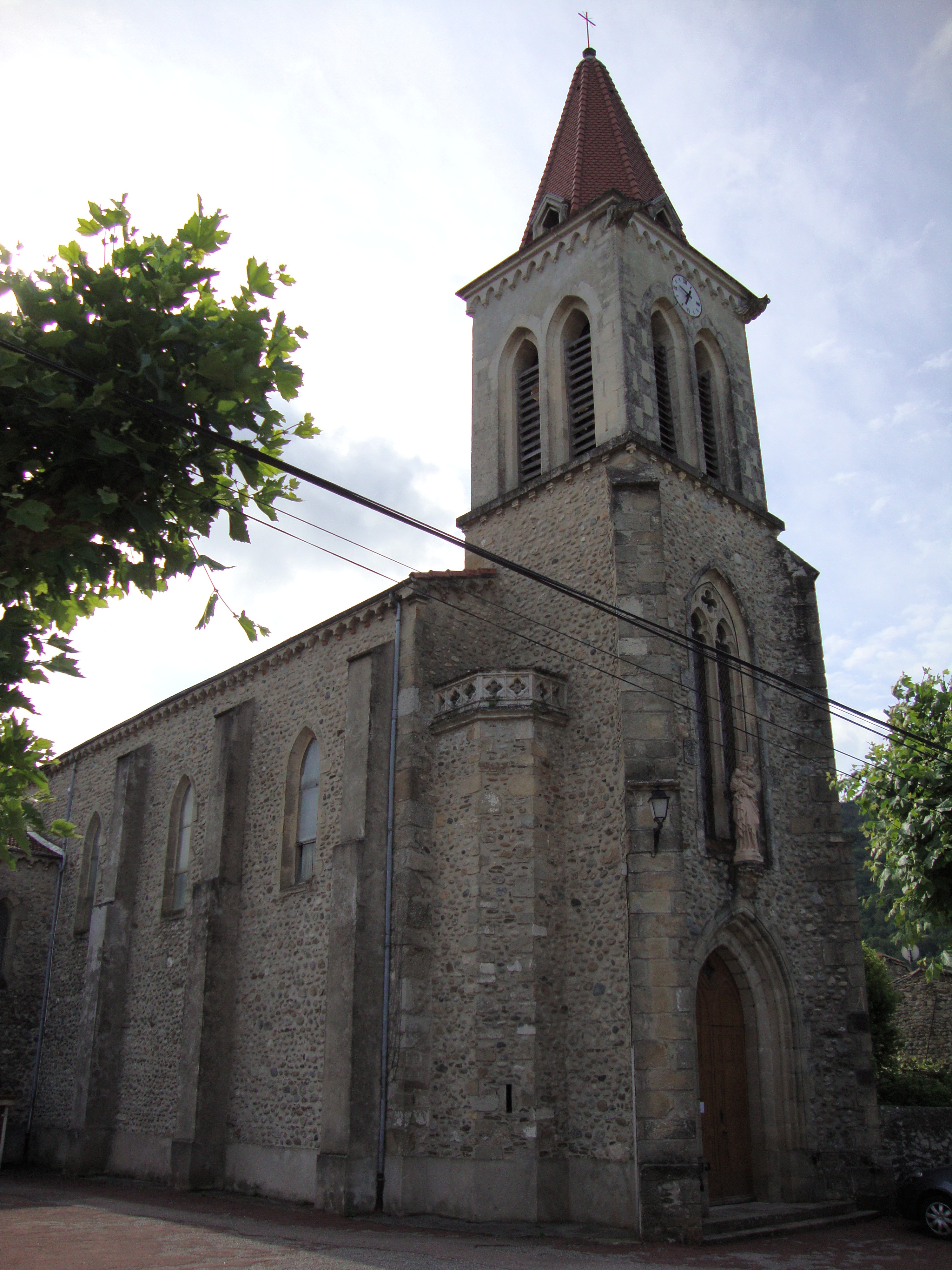
Katholieke kerk van Saint-Laurent-du-Pape
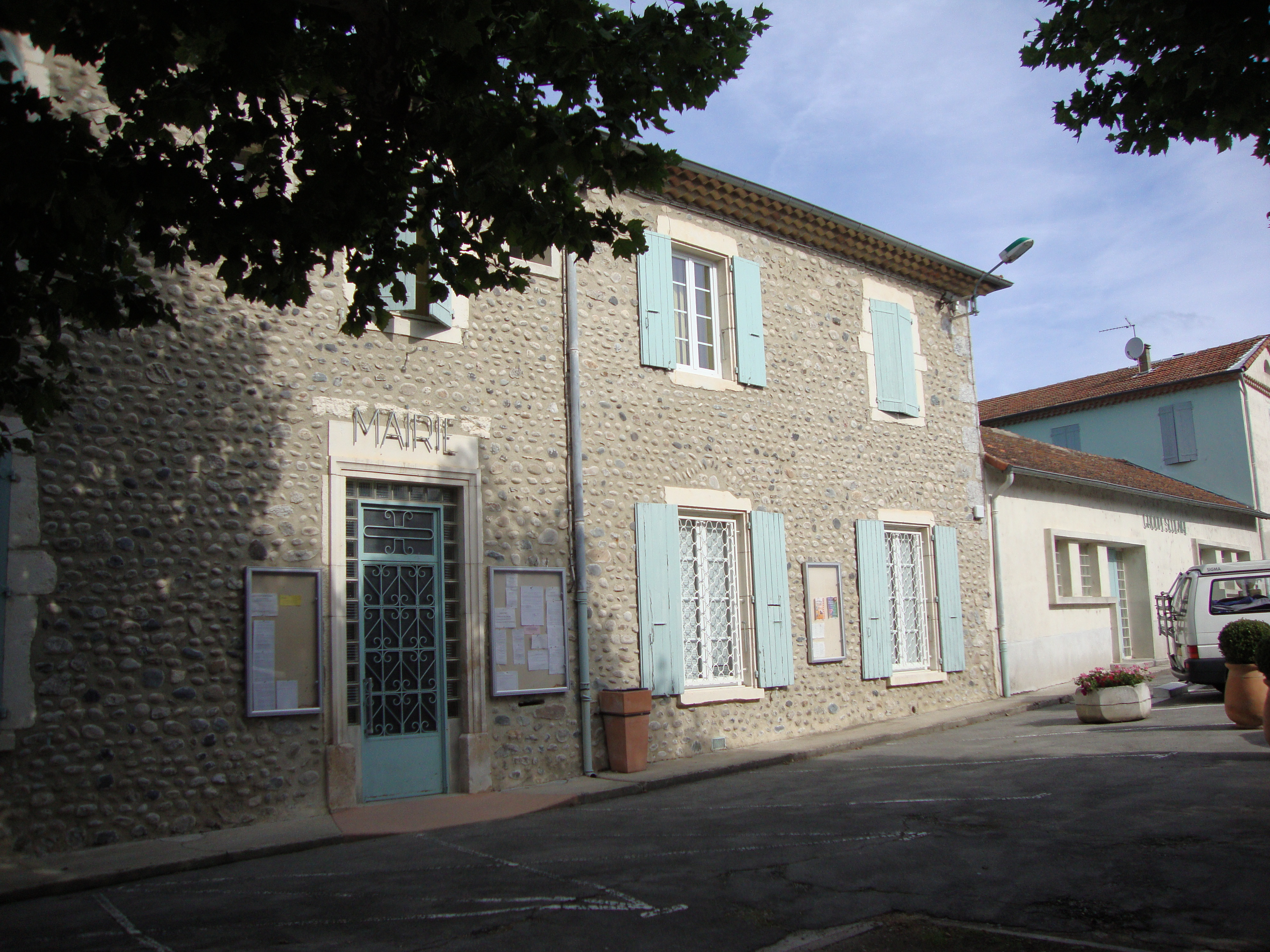
Gemeentehuis en school

## Geografie
De oppervlakte van Saint-Laurent-du-Pape bedroeg op 1 januari 2022 20,1 vierkante kilometer; de bevolkingsdichtheid was toen 80,4 inwoners per km².
De onderstaande kaart toont de ligging van Saint-Laurent-du-Pape met de belangrijkste infrastructuur en aangrenzende gemeenten.

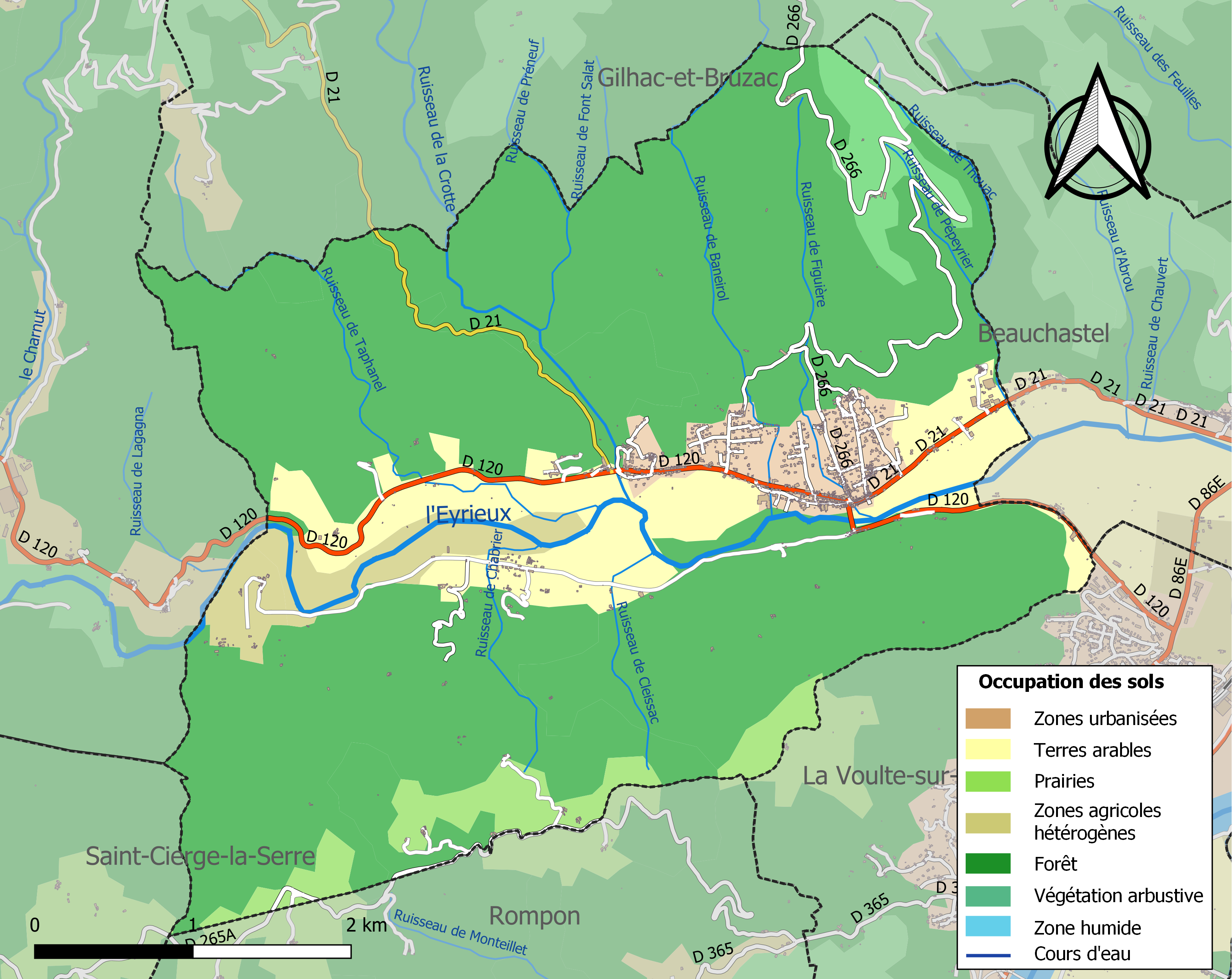

## Demografie
Onderstaande figuur toont het verloop van het inwonertal (bron: INSEE-tellingen).

Vanwege een beveiligingsprobleem met de MediaWiki Graph-software is het momenteel niet mogelijk deze grafiek weer te geven. Zodra de software is bijgewerkt zal de grafiek vanzelf weer zichtbaar worden.